# Nicola Valentino
Nicola Valentino (Avellino, 4 aprile 1954) è un terrorista italiano appartenente alle Formazioni comuniste combattenti. Sposato con Maria Teresa Romeo, terrorista delle Brigate Rosse.

## Biografia
La mattina del 8 novembre 1978, insieme a Maria Rosaria Biondi, Roberto Capone e Paolo Ceriani Sebregondi, quest'ultimo col ruolo di capo, fa parte del gruppo di terroristi che a bordo di una FIAT 125 intercetta la macchina del procuratore Capo della Repubblica di Frosinone, Fedele Calvosa, che nell'attacco rimane ucciso insieme all'autista e all'agente di scorta. Dopo l’attentato scappa a Torino insieme a Maria Rosaria Biondi, ma il 26 gennaio 1979 vengono arrestati entrambi in un covo delle Brigate Rosse dai carabinieri del Generale Carlo Alberto dalla Chiesa. Nel covo, sito in via Industria 20 a Torino (San Donato), vengono anche arrestati Roberto Biondi e Kitzler Ingeborg Joanna che veniva usata come interprete da Lauro Azzolini per i suoi contatti con i terroristi tedeschi. Viene condannato all'ergastolo e, dopo 26 anni di carcere, senza mai mostrare cenni di pentimento per la sua appartenenza al terrorismo, collabora con Renato Curcio alla casa editrice Sensibili alle foglie. In prigione, anche grazie all'aiuto di Luigi Novelli, incomincia a dipingere, attività che continua a svolgere tuttora.